# Sphagnum albescens
Sphagnum albescens là một loài rêu trong họ Sphagnaceae. Loài này được Huebener & Genth mô tả khoa học đầu tiên năm 1837.
Danh pháp khoa học của loài này chưa được làm sáng tỏ. 